# Шелашский
Шелашский — посёлок в Шенкурском районе Архангельской области. Входит в состав муниципального образования «Усть-Паденьгское».

## География
Посёлок расположен в южной части Архангельской области, в таёжной зоне, в пределах северной части Русской равнины, в 25 километрах на юг от города Шенкурска, на левом берегу реки Ваги. Ближайшие населённые пункты: на юге деревня Осиновская.

### Часовой пояс
Шелашский, как и вся Архангельская область, находится в часовой зоне МСК (московское время). Смещение применяемого времени относительно UTC составляет +3:00.

## Население
| 2002 | 2010 | 2012 |
| ---- | ---- | ---- |
| 677  | ↘549 | ↗675 |

## Инфраструктура
В посёлке 3 улицы - Набережная, Центральная и Школьная. В поселке есть ФАП, школа, детский сад, отделение почты, дворец культуры.